# Portrait de Charles VII
Le portrait du roi Charles VII est un tableau du peintre français Jean Fouquet réalisé vers 1450-1455 et qui constitue l'un des exemples les plus anciens de l'art du portrait en Occident. L'œuvre, peinte à l'huile sur un panneau de chêne, est conservée à Paris, au musée du Louvre qui l'a acquis en 1838.

## Description
Le roi de France est représenté frontalement, les mains croisées sur un coussin richement brodé, vêtu d'un manteau rouge au col de fourrure et coiffé d'un chapeau bleu rehaussé de motifs au fil d'or. Le cadrage serré à mi-corps adopté par Fouquet met d'autant plus en valeur la figure du roi que celui-ci apparaît entre deux rideaux blancs écartés, qui donnent l'impression de l'apercevoir à travers une fenêtre, et que sa figure se dégage sur un fond neutre, peint en vert. Les épaules rembourrées du vêtement du souverain, qui élargissent son buste, monumentalisent sa silhouette. De cette carrure imposante émane une impression d'autorité et de puissance, qualités que se doit de posséder la personne royale. C'est cependant un portrait réaliste sans concessions que réalise Fouquet en reprenant les traits caractéristiques de Charles VII, avec le long nez plongeant, les petits yeux, le menton rond, et un visage globalement marqué par les traits de l'âge (on remarque des cernes sous ses yeux), exprimant même une certaine lassitude.
Le visage du roi est représenté de trois-quarts face et non pas de profil comme c'était alors la tradition en Italie : si cette frontalité nouvelle rappelle l'iconographie classique du souverain développée à l'Antiquité tardive, Fouquet innove également en représentant le roi non pas en pied comme le voulait la tradition mais à mi-corps (c'est-à-dire que l'on ne voit que son buste) - cadrage qui était jusque-là réservé aux images de dévotion, selon une formule mise au point dans la première moitié du XVe siècle par les artistes flamands, notamment Jan Van Eyck. L'inspiration flamande se perçoit aussi dans la légère flexion du buste et le visage dépeint de trois-quarts plutôt que dans une stricte frontalité, ce qui permet de donner plus de vie et de réalisme à la représentation.

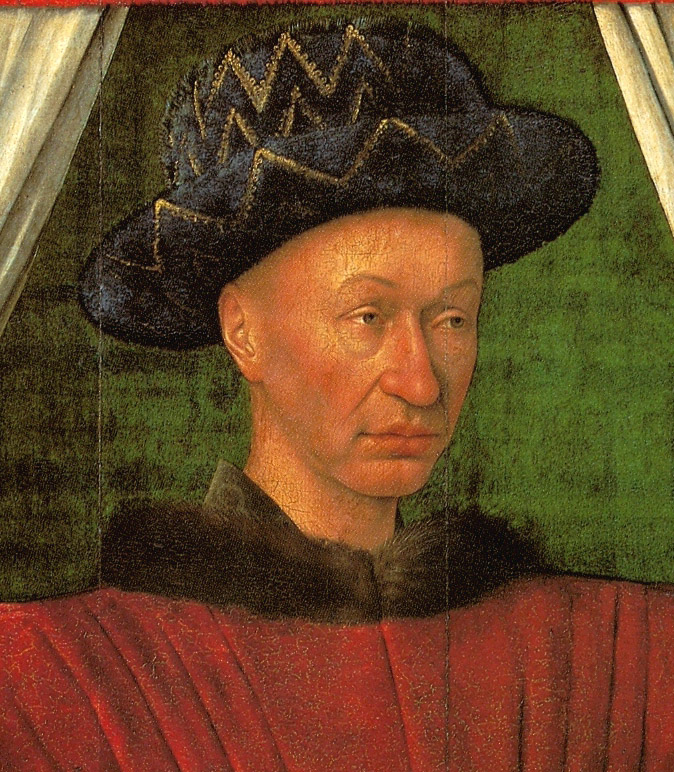
Détail du visage du roi.

## Analyse
Fouquet dépeint le roi sans aucun des attributs traditionnels de son rang, suivant là une tradition française, qui avait déjà été employée un siècle auparavant dans le célèbre portrait du roi Jean II le Bon conservé au musée du Louvre.
C'est néanmoins l'image du souverain victorieux qui ressort de ce portrait, le message politique de l'œuvre étant complété par l'inscription du cadre.
Cette inscription du XVe siècle, qui a probablement été apposée par Fouquet lui-même, est lisible en haut et en bas du cadre du tableau : on y lit « LE TRES VICTORIEUX ROY DE FRANCE. /. CHARLES SEPTIESME. DE CE NOM ». Si elle a bel et bien été réalisée par Fouquet, elle confirme la dimension d'emblée politique du tableau : il s'agit de représenter le roi victorieux, rappelant par là que Charles VII a mis fin à la guerre de Cent Ans et à l'instabilité politique que connaissait le royaume de France depuis des dizaines d'années. Les choix plastiques de Fouquet, avec le sujet peint de face et pratiquement grandeur nature, dans un format presque carré qui monumentalise la figure du souverain, font du portrait de Charles VII un exemple unique de portrait royal pour cette période. C'est un prototype du portrait officiel tel qu'il se popularisera à la Renaissance.
Ce tableau a d'ailleurs joui d'une grande notoriété et Jean Clouet s'en inspira plus de cinquante ans plus tard pour peindre son célèbre portrait du roi François Ier (également conservé au musée du Louvre).
L'historien de l'art français Charles Sterling a dit au sujet de ce tableau qu'il était « Image inoubliable d'un homme veule et las autant qu'effigie majestueuse d'un souverain. »

## Composition
Le tableau s'inscrit dans un jeu de formes géométriques savamment calculé par le peintre s'organisant selon l'emboîtement de cônes et de losanges.

## Historique de l'œuvre
Le tableau provient de la Sainte-Chapelle de Bourges comme un texte, rédigé juste avant sa destruction en 1757, le prouve : il mentionne que le roi Louis XV, au moment de la démolition de l'édifice, se fit réserver pour son cabinet de peinture au palais du Louvre « un tableau et portrait de Charles VII ». Certains historiens en tirent la conclusion que le tableau avait été offert par Charles VII lui-même à la Sainte-Chapelle de Bourges
Le portrait est entré au Louvre en 1838 sans attribution. Il est alors considéré comme de la main d'un « peintre grec inconnu ». Il est rapidement rendu à Jean Fouquet en raison de l'identité du modèle représenté facilement repérable grâce à l'inscription du cadre, même si aucun document officiel ne mentionne que Fouquet ait été au service du roi.